# عارف حاجی‌عیدی
عارف حاجی‌عیدی (زادهٔ ۱۷ فروردین ۱۳۷۸) بازیکن فوتبال اهل ایران است که در پست هافبک برای باشگاه فوتبال سپاهان بازی می‌کند.
وی نخستین بازی خود برای سایپا را در هفتهٔ هفتم لیگ برتر ایران ۹۹–۱۳۹۸ مقابل باشگاه فوتبال استقلال تهران انجام داد.